# 高知県立中村特別支援学校
高知県立中村特別支援学校（こうちけんりつ なかむらとくべつしえんがっこう）は、高知県四万十市にある公立養護学校。

## 学部
- 小学部
- 中学部
- 高等部
- 訪問教育

## 所在地
- 高知県四万十市古津賀3091

## 沿革
- 1972年（昭和47年）4月1日 - 高知県立中村養護学校として開校
- 1977年（昭和52年）4月1日 - 大方学園分室を開設
- 1980年（昭和55年）3月15日 - 現在地に新築移転
- 1985年（昭和60年）3月31日 - 大方学園分室を閉室
- 1998年（平成10年）4月1日 - 幡多希望の家分校を開校
- 2009年（平成21年）3月31日 - 幡多希望の家分校が閉校
- 2013年（平成25年）4月1日 - 高知県立中村特別支援学校に校名変更